# Daniel d'Auge
Daniel d'Auge, appelé en latin Augentius,  est un érudit, pédagogue, philologue et prêtre français, professeur de grec, né à Villeneuve-l'Archevêque ou Troyes au début du XVIe siècle , mort à Paris en 1595.

## Biographie
Il a été enseigné jeune dans les belles lettres et dans la langue grecque. George Critton écrit qu'il en a enseigné les premiers éléments dans quelques collèges de l'université de Paris. Il est ensuite appelé par Guillaume Gallard, avec Matthieu Bossulus et Jean-Marie le Grand pour enseigner au collège de Boncourt
Il a eu le don de la charge de professeur royal en langue grecque au Collège royal occupée par Loys Le Roy le 1er avril 1574, et lui a succédé en 1578. Il a conservé cette charge jusqu'en 1595, année probable de sa mort, remplacé par François Parent.
Daniel d'Auge était un excellent grammairien. Il a passé presque toute sa vie à corriger les auteurs les plus célèbres de l'Antiquité, surtout les auteurs grecs. Il a expurgé les fautes que les copistes avaient introduites dans leurs manuscrits. George Critton a écrit « qu'on n'a jamais vu de professeur plus assidu, plus diligent et plus laborieux, et qu'il passa dans ces exercices 50 années entières de sa vie ; et il aimait tellement sa profession qu'il ressentait  une véritable affliction toutes les fois  que quelque infirmité notable l'empêchait de donner ses leçons, et qu'il s'en dispensa si rarement, qu'on pourrait que le Collège Royal était sa demeure ordinaire ».
Il a été le précepteur du fils de François Olivier, chancelier de France, comme il l'a écrit dans un épître dédicatoire d'un livre qu'il a dédié à Antoine Olivier, évêque de Lombez, et oncle de son disciple.
Par ses différentes relations, Daniel d'Auge a été en contact avec les personnes les plus influentes de son époque. Jean Dorat le connaissait car il lui a adressé une pièce latine dans laquelle Dorat le félicite pour son projet de traduction latine expurgée d'Anacréon. Daniel d'Auge devait connaître aussi les poètes de la Pléiade car il a composé quatre distiques qui ont été intégrés dans le Tombeau de Ronsard. Il connaissait peut-être Michel de L'Hospital.

## Publications
- Oraison consolatoire sur la mort de messire François Olivier, chancelier de France, Paris, 1560
- Deux dialogues de l'invention poétique, de la vraye congnoissance de l'histoire, de l'art oratoire, et de la fiction de la fable très utiles à un chascun désirant bien faire, dire et délibérer, ainsi qu'en ont traicté les anciens, Paris, 1560
- Épître à noble et vertueux enfant Antoine Thelin, auteur du livre intitulé Opuscules divins, en laquelle est traité du vrai patrimoine et succession que doivent laisser les pères à leurs enfants, Paris, 1565
- Lettre accompagnant Arrest mémorable de la Cour de parlement de Doel, donné à l'encontre de Gilles Garnier, lyonnois, pour avoir en forme de loup garou dévoré plusieurs enfans, Sens, 1574 (lire en ligne)

ainsi que plusieurs traductions :
- Institution d'un prince chrétien, traduite du grec de Synèse, évêque de Cyrène, suivie d'une
- Oraison de la vraie noblesse, traduite du grec de Philon juif, Paris, 1555
- Traduction française des plus belles sentences et manières de parler des épîtres familières de Cicéron, Paris, 1556
- Quatre homélies de saint Macaire égyptien, Paris et Lyon, 1559